# Holcocephala mogiana
Holcocephala mogiana är en tvåvingeart som beskrevs av Carrera 1955. Holcocephala mogiana ingår i släktet Holcocephala och familjen rovflugor. Inga underarter finns listade i Catalogue of Life.